# Locro

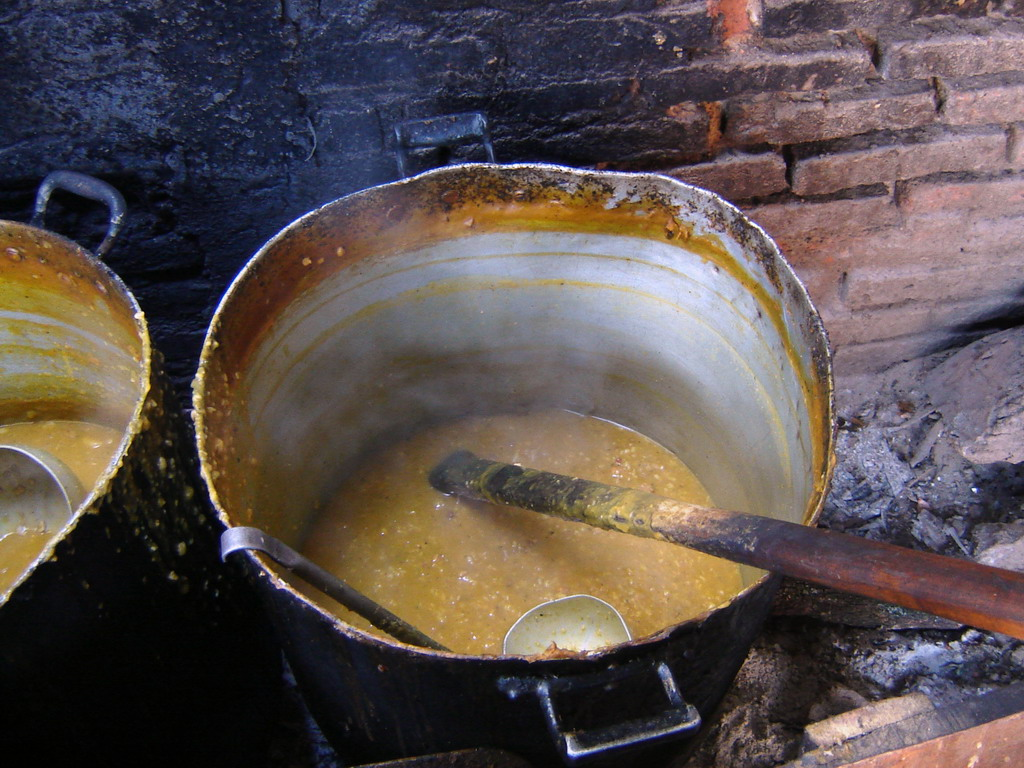
Olla de 100 litres, preparació a llenya

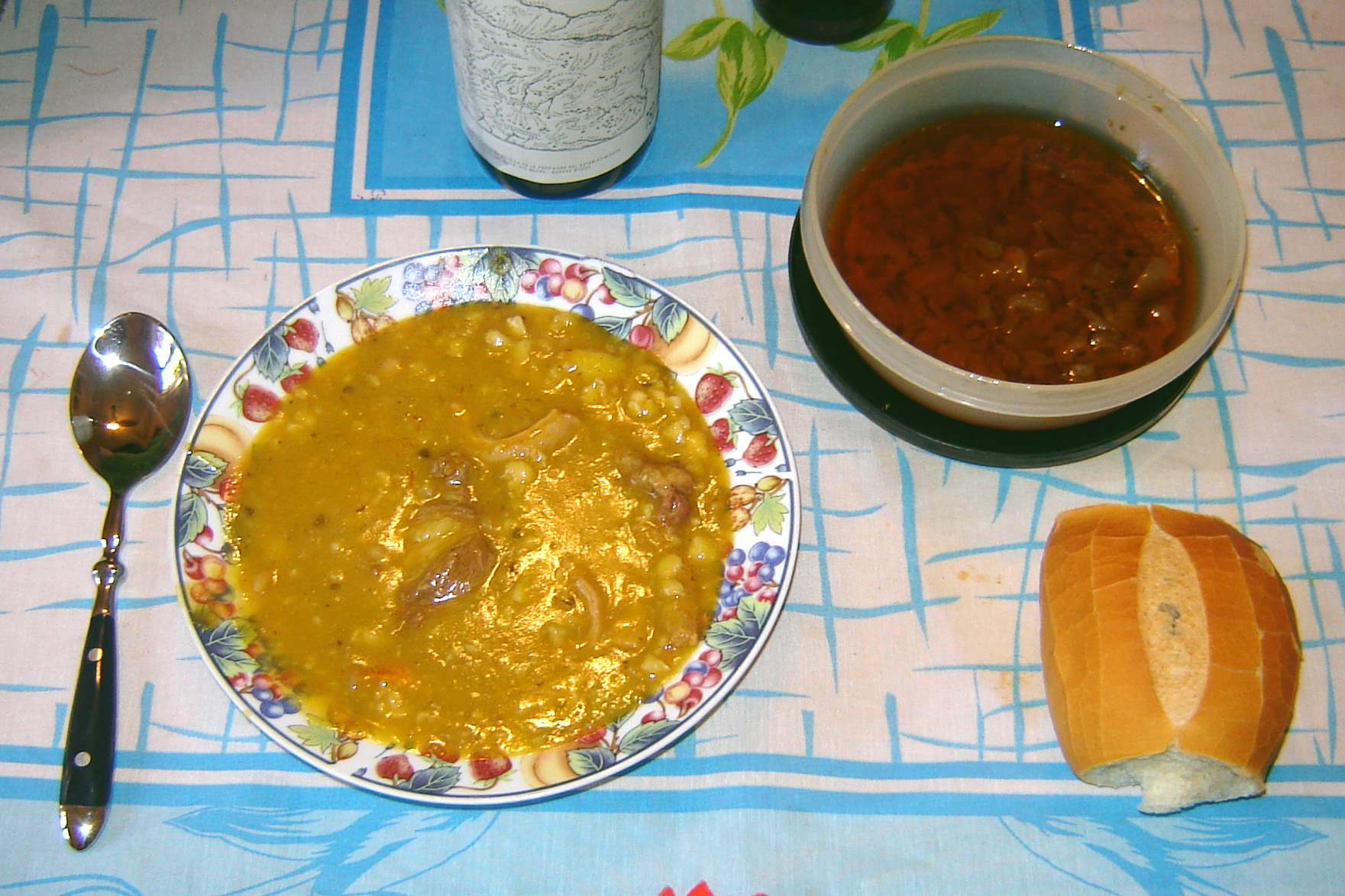
Locro, pa i quiquirimichi

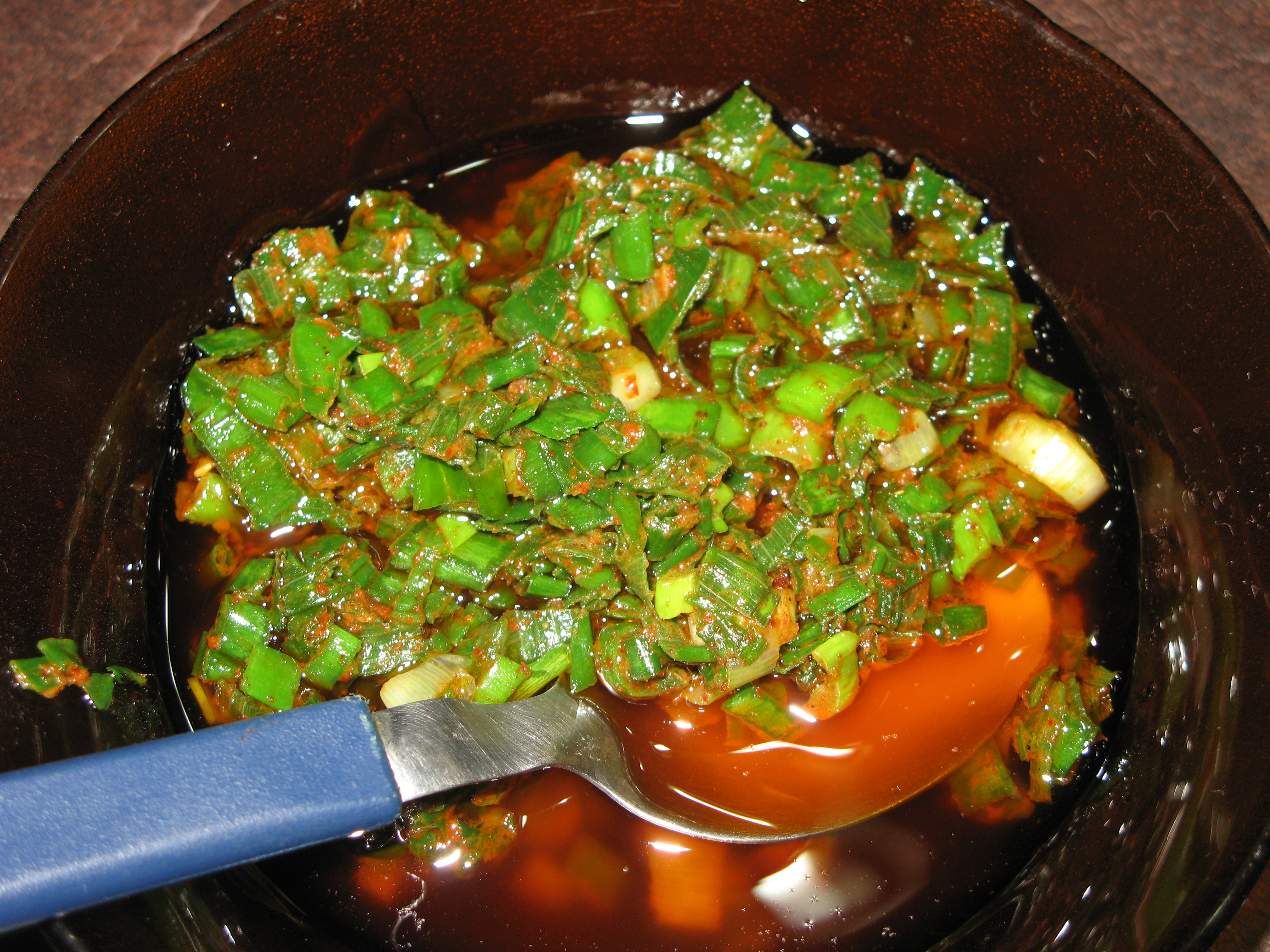
Quiquirimichi argentí

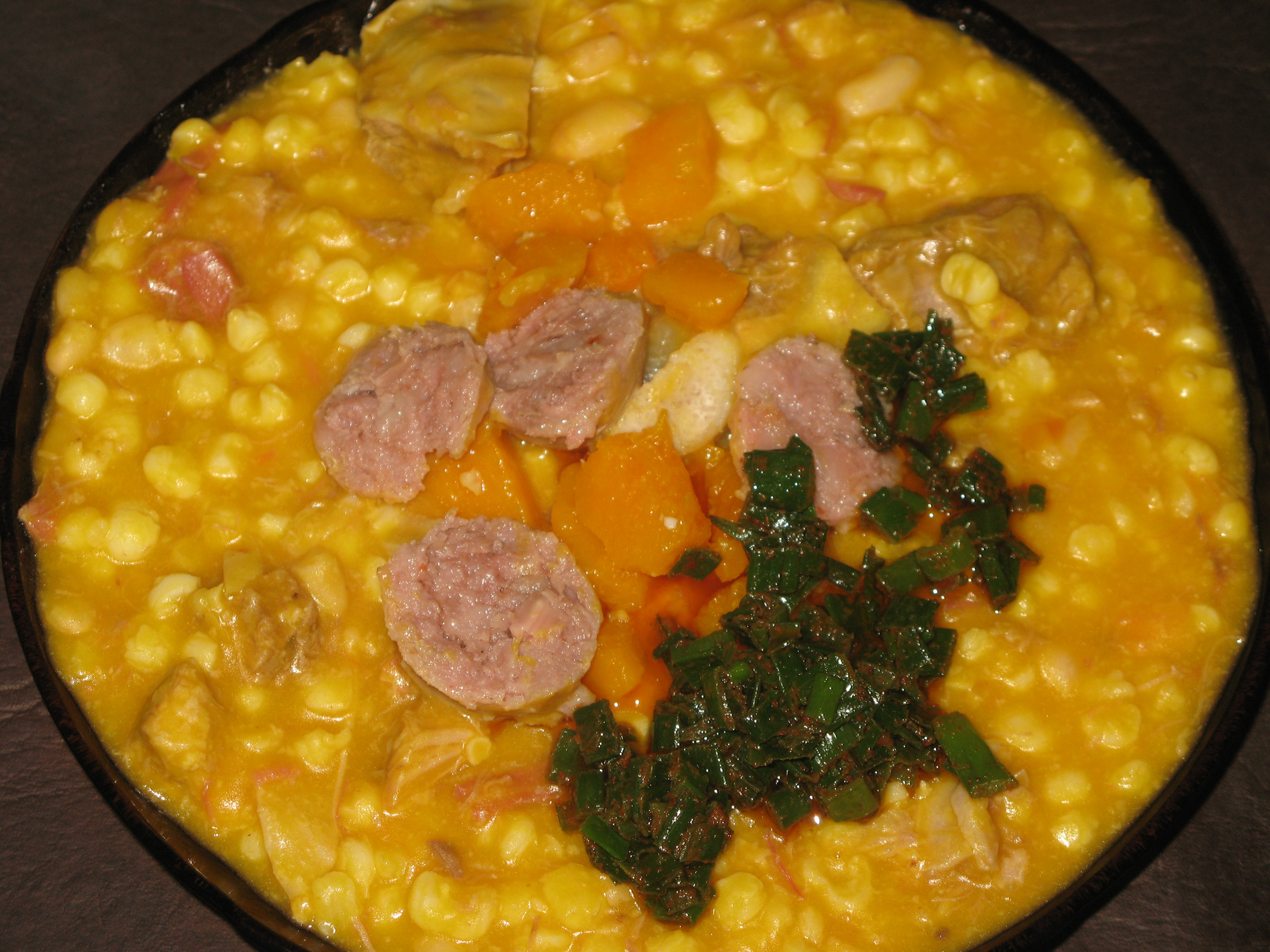
Locro argentí

El locro (del quítxua ruqru o luqru) és un guisat amb carabassa, fesols, blat de moro o patates que es consumeix a la zona de la serralada dels Andes, de l'Argentina i el nord de Xile, fins al sud-occident de Colòmbia, passant per Bolívia, Equador, Paraguai i el Perú.
Guisat l'origen del qual és indubtablement prehispànic i preincaic, típic de diversos pobles andins que basaven gran part de la seva dieta en el blat de moro o els porotos i la papa.

## A Argentina
A Argentina el seu consum s'ha estès del Nord-oest fins a la resta del país. A la província del Neuquén a més del locro de blat de moro es prepara una espècie de locro amb pèsols, en el Nord-est argentí es prepara també el locro amb mandioca.
Encara que el locro argentí té orígens indoamericans, la seva preparació argentina d'ençà d'almenys fa tres segles sintetitza les aportacions gastronòmiques europees: per exemple el porc, els xoriços, mondongo i nombrosos amaniments han estat aportats pels europeus (especialment pels espanyols) .
Hi ha diversos tipus clàssics de locro, el de blat de moro, el de fesols, el ja citat amb mandioca i el de blat, encara que un cuiner pot fer una excel·lent síntesi de dues o més d'aquests tipus de locro fins a incloure tots els ingredients.
Així al locro argentí es pot preparar segons multitud de receptes, essent l'única cosa invariable la seva base vegetal i el procediment de cocció, a foc lent durant diverses hores. Segons la regió es prepara amb carn de boví fresca o seca (charqui), vísceres com el budell gros o el chinchulín, Tripa (en castellà mondongo), embotits i costelles o despulles de porc: peus, potes, cua, orelles i cansalada. Les carns es couen per separat i s'afegeixen després a la preparació de vegetals entre els quals sol destacar-se el zapallo (Carbassa) que sol donar color groga al locro, i grans de blat de moro blanc, porotos i fins i tot grans de blat. A l'Argentina es prefereix el locro amb llavors de blat de moro blanc i el locro fet amb grans de blat de moro triturat s'anomena frangollo; el midó present en els seus components fan que la mescla aconsegueixi la densitat d'una crema. Aquest és un plat molt nutritiu típic de l'hivern que s'ha d'amanir amb una salsa picant anomenada quiquirimichi preparada a base d'oli (o grassa), ají molt, pebre vermell, ceba de verdejo i sal.
El locro suculent, dens i amb variats i abundants ingredients, sol rebre el nom de locro pulsudo, per contra es diu huaschalocro, és a dir "locro pobre" sense carn o "uascha locro" (del quechua: wakcha luqru), el locro "lleuger" preparat amb el mínim d'ingredients i amb una consistència "chirle". Una varietat gastronòmica pròxima al "huaschalocro" és el malnom.
També es denomina «pulsudo» a Argentina el locro que a més de ser substanciós i ple de calories està molt condimentat com el locro amb "ají cumbarí" (mena de pebrina) com passa a certes zones del Nord-oest argentí i especialment a certes zones de la província argentina de La Rioja.
Aliment amb moltes calories i nutrients el locro resulta molt adequat per a consumir durant els hiverns o en zones fredes. En els dies freds es menja el locro calent acompanyat amb un bon vi negre, i en dies càlids és preferible de consumir-lo fred amb un fresc i afruitat vi blanc.

### Plat nacional
Tradicionalment es consumeix de manera massiva el 25 de maig, dia que es commemora la formació del primer govern Argentí que es va establir el 25 de maig de 1810. Per aquest motiu ha passat de ser un plat regional i tradicional a ser un dels plats nacionals de l'Argentina per a festejar les dates pàtries: 25 de maig de 1810 data de la independència de facto o concreta de l'Argentina i 9 de juliol de 1816 en San Miguel de Tucumán- data en què explícitament va ser proclamada la independència argentina.
El locro argentí es va convertir en un dels plats nacionals durant la Guerra d'Independència Argentina, i especialment en la Guerra Gaucha quan els gauchos que havien combatut en les files de l'exèrcit del Nord, el van difondre per la pampa, el litoral, la cuyana i la resta.

## A Bolívia
A Bolívia el locro és un menjar variat, a la part occidental conserva les característiques del locro dels Andes, el locro de l'Orient bolivià, en canvi, és un brou que es caracteritza per tenir trossos de charque, arròs, plàtan verd i cebollí acompanyat amb chipilo de plàtan. També són típics el locro de choquizuela, locro de joco, altres varietats de Santa Cruz són les de tatú carreta, locro amb plàtan (banana), masaco, locro de gualuza o papa camba, amb diferents tipus de carn: tapir, tórtora, gallina, fetge o ronyons. És freqüent a la regió de Santa Cruz que s'utilitzi un vegetal anomenat popularment urucú per edulcorar de vermell a la varietat de locro anomenada locro carreter.

## A Colòmbia
És un plat típic del sud-oest del país, especialment a la regió entorn de San Juan de Pasto.

## A Equador
A Equador també existeixen variants regionals i locals, la seva principal característica és portar papes molt cuites o dissoltes barrejades amb papes menys cuites i més dures, donant una combinació de consistències molt característica. El yahuarlocro és una recepta popular, igual que el locro de formatge.

## Al Perú
En el Perú antic i modern es consumeix, amb les seves variants, en la costa, la serra i la selva, en tota època de l'any. Gairebé cada regió o localitat té la seva pròpia variant d'aquest plat.
En Arequipa es fa "locro de pit", "locro amb pancita", "locro amb choncholí". La base de la recepta és la mateixa: es sancocha la carn amb all i hierbabuena; per donar-li un sabor especial se li tira també chalona o charqui. En una paella es fa un ofegat sofregint ají molt amb ceba i all finament picats i es tira al brou amb la carn. Quan està fet, s'afegeixen les papes tallades en trossos grans i es deixa que es coguin. Se serveix amb bastant julivert i culantro picat damunt i amb una petita porció d'arròs.
A Lima es fa "locro de zapallo" existint preferentment locros de zapallo macre i de zapallo loche, una de les formes de fer-ho és aquesta: En oli calent es fa un sofregit de ceba picada, all i ceba. Afegir aigua i agregar zapallo macre (en 2 terços) i papa blanca harinosa (en un terç) en trossos mitjans. Agregar una branca de Camamilla americana i orenga i deixar cuinar uns minuts, prou perquè estovin i es puguin majar amb una cullera de pal. No ha d'estar molt espès. Afegir després choclo desgranat i si desitja, arvejas i deixar uns pocs minuts més. Verificar la sal i el pebre abans de retirar. Servir amb arròs blanc i si es desitja, amb alguna carn fregida o guisada o amb ou fregit.
Altres locros que es preparen són el "locro de gallina" a Huánuco, el "locro de mariscs", el "locro de gambetes", etc.